# La Taupe (film, 2011)
Pour les articles homonymes, voir La Taupe et Tinker, Tailor, Soldier, Spy.
Pour plus de détails, voir Fiche technique et Distribution.
La Taupe (Tinker Tailor Soldier Spy) est un film d'espionnage germano-britannico-français réalisé par Tomas Alfredson, présenté le 16 septembre 2011 à la Mostra de Venise et sorti en France en février 2012.
Il s'agit de la deuxième adaptation du roman homonyme de John le Carré et de la sixième apparition à l'écran du personnage de fiction du maître espion George Smiley.

## Synopsis
En 1973, George Smiley est un agent du MI6 et l'un de ses principaux dirigeants. À la suite de l'échec catastrophique d'une mission à Budapest, où l'agent britannique Jim Prideaux est laissé pour mort à la suite d'une fusillade, le chef du MI6, Control, est contraint de démissionner, de même que Smiley, mis à la retraite. Control est remplacé par Percy Alleline à la tête du service.
Control, qui était persuadé que Karla, un maître espion du KGB, avait implanté une taupe soviétique au sommet du MI6, meurt quelque temps après. À la suite de la réapparition d'un agent de terrain, Ricki Tarr, le ministère demande à Smiley de reprendre en secret son métier, afin de découvrir qui est la taupe.
Les documents de Control montrent qu'il pensait que l'agent double était l'un des cinq hommes suivants : Percy Alleline, Roy Bland, Toby Esterhase, Bill Haydon ou George Smiley. Smiley va alors étudier deux affaires, celle de Jim Prideaux et celle de Ricki Tarr, pour chercher lequel de ses quatre collègues est l'homme de Karla. Il est aidé au sein du MI6 par Peter Guillam, le supérieur de Ricky Tarr.

## Fiche technique
- Titre original : Tinker Tailor Soldier Spy
- Titre français : La Taupe
- Réalisateur : Tomas Alfredson
- Scénariste : Bridget O'Connor et Peter Straughan d'après le roman La Taupe de John le Carré
- Montage : Dino Jonsäter
- Musique : Alberto Iglesias
- Décors : Maria Djurkovic
- Costumes : Jacqueline Durran
- Photographie : Hoyte Van Hoytema
- Son : John Casali
- Producteurs : Tim Bevan, Eric Fellner et Robyn Slovo

Producteurs délégués : Liza Chasin, Ron Halpern, Debra Hayward, John le Carré, Peter Morgan et Douglas Urbanski
Coproductrice : Alexandra Ferguson
- Sociétés de production : Working Title Films et Studiocanal
- Sociétés de distribution :  Optimum Releasing ;  Studiocanal
- Budget : 20 millions de £[1]
- Pays de production :  Royaume-Uni,  France,  Allemagne
- Langue : anglais (avec quelques dialogues en russe, hongrois, français et turc)
- Format : couleur — 35 mm — 2,35:1 — son Dolby Digital
- Genre : espionnage
- Durée : 127 minutes
- Dates de sortie :
  - Italie : 5 septembre 2011
  - Royaume-Uni : 16 septembre 2011
  - France : 8 février 2012

## Distribution

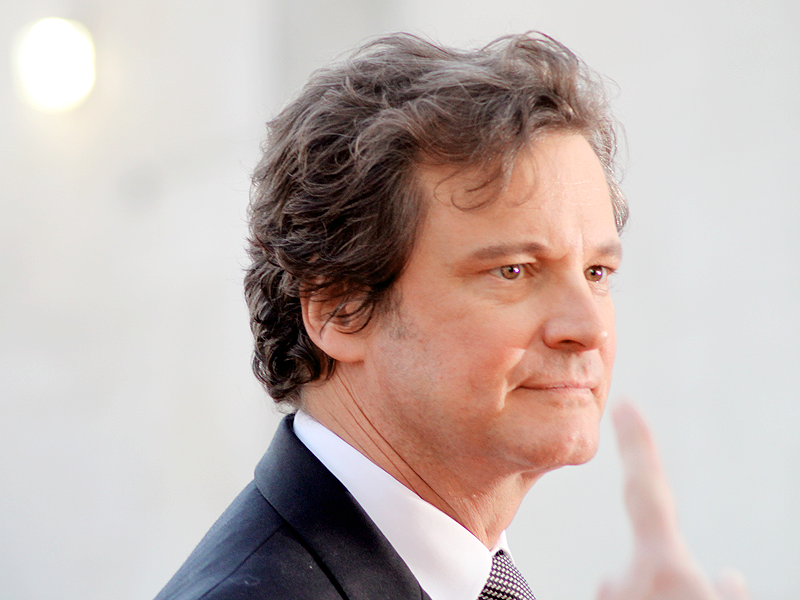
L'acteur Colin Firth à la première anglaise du film, en septembre 2011.

- Gary Oldman (VF : Jacques Roehrich) : George Smiley
- Colin Firth (VF : Christian Gonon) : Bill Haydon
- Tom Hardy (VF : Adrien Antoine) : Ricki Tarr
- Mark Strong (VF : Éric Herson-Macarel) : Jim Prideaux
- David Dencik (VF : Luc-Antoine Diquéro) : Toby Esterhase
- Kathy Burke (VF : Christine Murillo) : Connie Sachs
- Ciarán Hinds (VF : Patrick Bonnel) : Roy Bland
- John Hurt (VF : Gilbert Beugniot) : Control
- Simon McBurney (VF : Alain Courivaud) : Oliver Lacon
- Benedict Cumberbatch (VF : Laurent Desponds) : Peter Guillam
- Toby Jones (VF : François Caron) : Percy Alleline
- Stephen Graham (VF : Laurent Orry) : Jerry Westerby
- Svetlana Khodtchenkova : Irina
- Constantin Khabenski : le diplomate soviétique Poliakov
- John le Carré : invité à la soirée de Noël

Sources : Version française (V. F.)

## Autour du film
Tout comme le roman dont il est tiré, le film cherche à rendre l'ambiance particulière des services secrets : l'enjeu primordial y est l'information, avec ses circuits. D'un rythme lent, aux antipodes d'un James Bond, le film met en valeur les personnalités, leurs forces, leurs faiblesses, les relations entre les individus ; les moments de violence sont rares et brutaux.
Le film contient plusieurs allusions à la France : apparition récurrente d'une Citroën DS, utilisation d'une chanson de Charles Trenet.
La mission de Jim Prideaux se déroule en Hongrie, tandis que le roman la situe en Tchécoslovaquie, de la même façon la mission de Ricki Tarr se déroule à Istanbul, alors que le roman la situe à Hong-Kong.
Une fête de Noël, revue plusieurs fois en flash-back, réunit le personnel du Cirque : tous entonnent ironiquement l'hymne de l'Union soviétique, à l'instigation d'un Père Noël vêtu de rouge et portant un masque de Lénine. Il s'agit des paroles de la version de 1977, alors que le film se déroule en 1973.
Le film est traversé d'allusions à l'homosexualité, alors assez répandue dans les colleges anglais de l'époque, ainsi que dans le groupe des Cinq de Cambridge dont le roman et le film s'inspirent (personnage de Peter Guillam (dans le film et pas dans le roman), relation de Jim Prideaux et de Bill Haydon[réf. nécessaire].
Le roman avait déjà été adapté à la BBC en 1979 sous le même titre : La Taupe (en). Dans cette minisérie, réalisée par John Irvin, le rôle de George Smiley était interprété par Alec Guinness.

## Sortie et accueil

### Box-office
La Taupe rencontre un certain succès commercial au box-office, rapportant 80 630 608 $ de recettes mondiales, dont 24 149 393 $ aux États-Unis.
Sur le territoire américain, le film est d'abord distribué en sortie limitée où il enregistre plus de 4 600 000 $, avant de connaître une sortie plus large dans l'ensemble du pays, où il se place en neuvième position du box-office américain avec une recette de 5 478 521 $ enregistrée pour son premier week-end. Si son résultat au box-office américain est modeste, il réussit à faire mieux à l'international, avec 56 481 215 $. Son meilleur score provient du Royaume-Uni, où il engrange plus de 22 550 000 $, soit 2 343 746 entrées.
En France, son succès est plus modéré, avec 632 780 entrées en fin d'exploitation.

## Distinctions

### Récompenses
- 2011 : Meilleur technicien au British Independent Film Awards
- 2012 : British Academy Film Award du meilleur film britannique
- 2012 : British Academy Film Award du meilleur scénario adapté pour Bridget O'Connor et Peter Straughan
- 2012 : Compositeur européen de l'année au Prix du cinéma européen pour Alberto Iglesias
- 2012 : Meilleurs décors de l'année au Prix du cinéma européen pour Maria Djurkovic
- 2012 : Film Dagger au Crime Thriller Awards
- 2012 : Meilleur film, meilleur réalisateur, meilleur acteur, meilleure distribution et meilleur scénario adapté au International Online Film Critics' Poll
- 2012 : Meilleure musique au World Soundtrack Awards

### Nominations
- 2012 : British Academy Film Award du meilleur réalisateur pour Tomas Alfredson
- 2012 : British Academy Film Award du meilleur acteur pour Gary Oldman
- 2012 : British Academy Film Award de la meilleure direction artistique
- 2012 : British Academy Film Award des meilleurs costumes
- 2012 : British Academy Film Award de la meilleure photographie
- 2012 : British Academy Film Award du meilleur montage
- 2012 : British Academy Film Award du meilleur son
- 2012 : British Academy Film Award de la meilleure musique de film pour Alberto Iglesias
- 2012 : Oscar du meilleur acteur pour Gary Oldman
- 2012 : Oscar du meilleur scénario adapté pour Bridget O'Connor et Peter Straughan